# Спирит Ривер (Алберта)
Спирит Ривер (енгл. Spirit River) је малена варошица у северозападном делу канадске провинције Алберта, у оквиру статистичке регије Северна Алберта. Налази се на раскрсници локалних путева 49 и 731 на 78 км северно од града Гранд Прери. 
Према подацима пописа становништва из 2011. у варошици је живело 1.025 становника у 471 домаћинству, што је за 10,7% мање у односу на стање према попису из 2006. када је регистровано 1.148 житеља у варошици.
Привредну основу вароши чини пољопривреда и мањим делом експлоатација нафте и гаса. 

## Становништво
| 2006. | 2011. |
| ----- | ----- |
| 1.148 | 1.025 |